# Hemitriccus mirandae
Hemitriccus mirandae là một loài chim trong họ Tyrannidae.